# Union Island
För andra betydelser, se Union Island (olika betydelser).

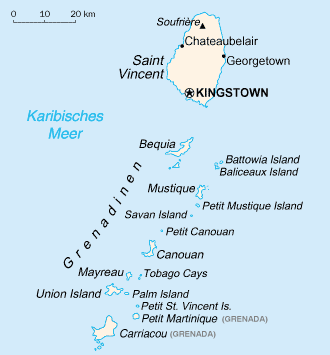
Lägeskarta över Union Island

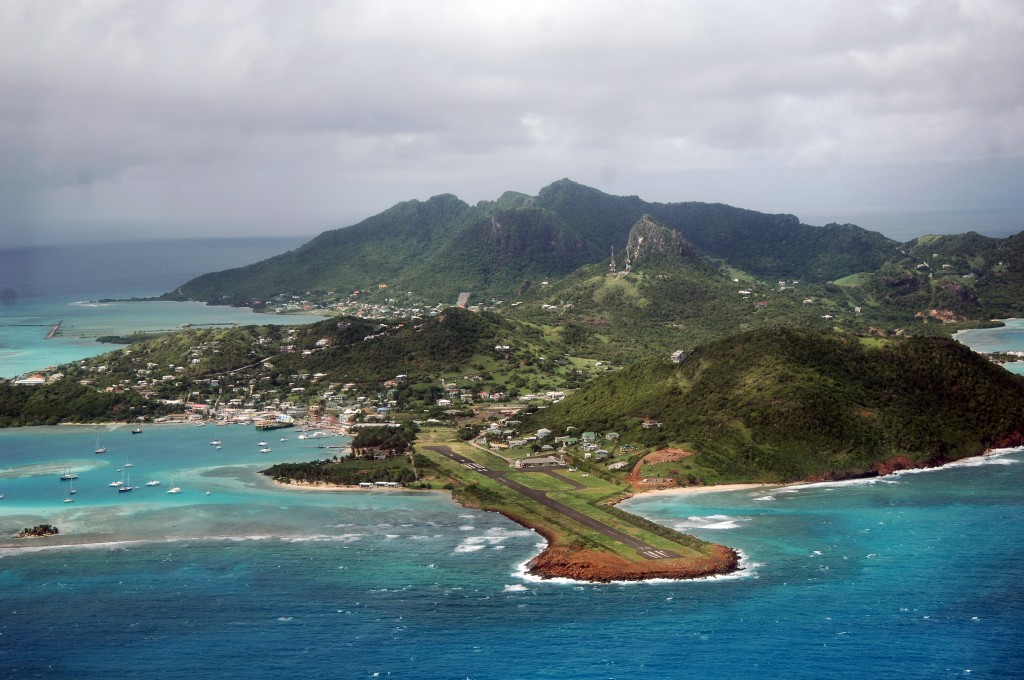
Blick över Union Island

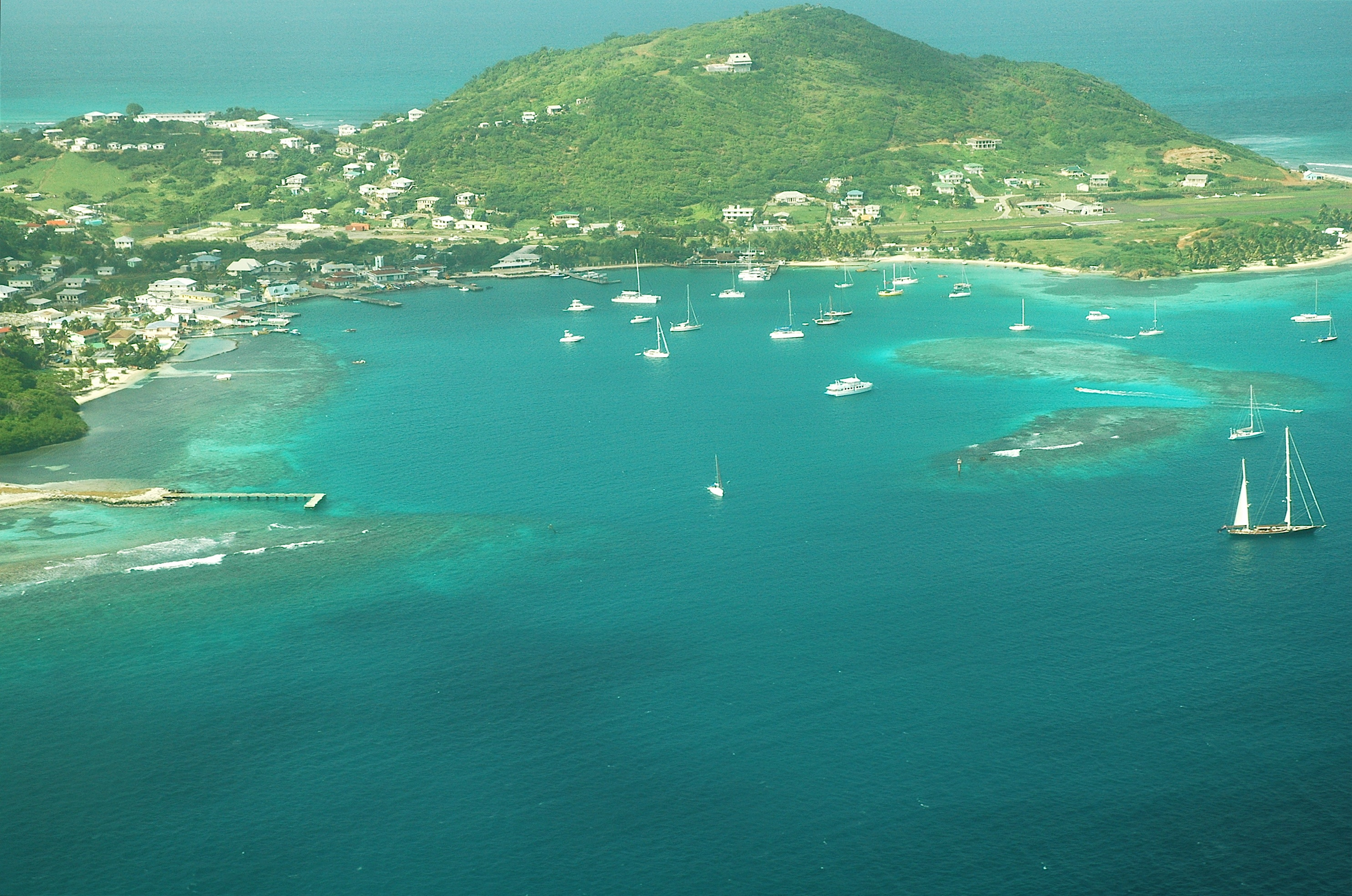
Blick över Clifton Harbor

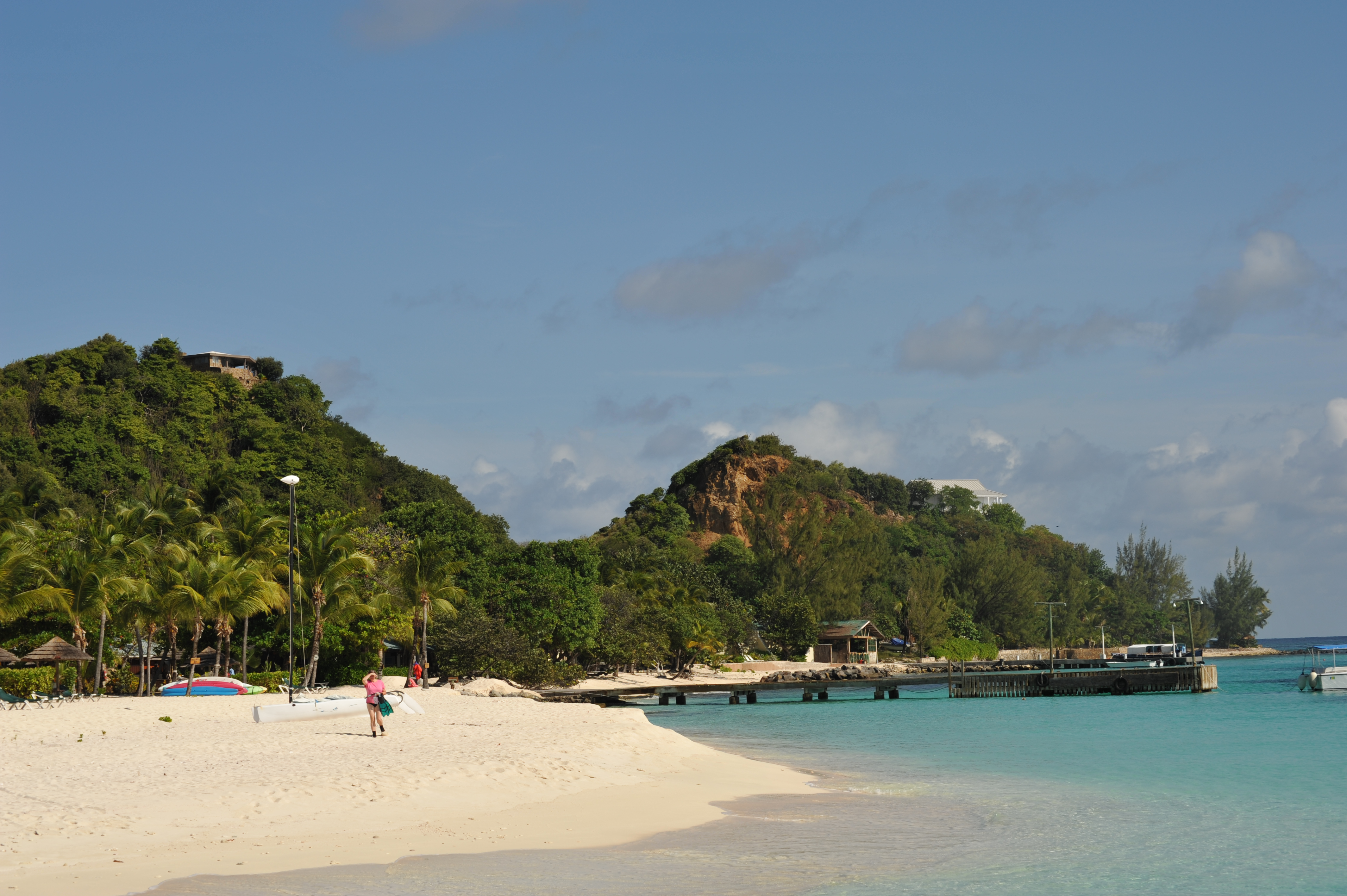
Strand på Palm Island nära Union Island

Union Island är en ö i ögruppen Grenadinerna bland de södra Små Antillerna i Karibiska havet i Västindien. Ön tillhör Saint Vincent och Grenadinerna.

## Geografi
Union Island ligger cirka 70 km sydsydväst om huvudön Saint Vincent, cirka 4 km sydväst om ön Mayreau Island och cirka 10 km nordväst om Petit Saint Vincent. Ön har en areal om cirka 5,5 km², med en längd på cirka 5,5 km och en bredd på cirka 2,5 km.
Öns högsta punkter är Mount Tobias och Mount Parnassus på cirka 300 m ö.h.
Ön är indelad i två områden (villages): huvudorten Clifton (på öns östra del) och Ashton.
Befolkningen uppgår till cirka 3 000 invånare.
Ön flygplats heter Union Island Airport (flygplatskod "UNI") och har kapacitet för internationellt flyg. Den ligger cirka 1 km öster om Clifton.
Cirka 1 km utanför Union Islands östra kust ligger småön Palm Island om cirka 0,5 km² samt Red Island och Frigate Island.

## Historia
Hela Saint Vincent löd under England mellan åren 1627 och 1673, varefter det utropades till neutralt territorium efter ett fördrag mellan England och Frankrike. År 1762 invaderade England öarna igen och behöll dem tills landet blev oberoende nation 1979.
De första europeiska kolonisatörerna var fransmännen Jean Augier och Antoine Regaud kring år 1763.
Åren 1834 till 1898 hyrdes Union Island ut till skotska Mulzacfamiljen för 150 £ (GBP) årligen. 1910 köpte England tillbaka ön och sålde sedan ut tomter till lokalbefolkningen.
1956 kom den första bilen till ön.